# Pavetta sennii
Pavetta sennii är en måreväxtart som beskrevs av Emilio Chiovenda. Pavetta sennii ingår i släktet Pavetta och familjen måreväxter. Inga underarter finns listade i Catalogue of Life.